# 奇利科西鎮區 (密蘇里州利文斯頓縣)
奇利科西鎮區（英語：Chilicothe Township）是位於美國密蘇里州利文斯頓縣的一個行政鎮區。

## 地方資料
奇利科西鎮區的面積為143.81平方千米，當中陸地面積為141.40平方千米，而水域面積為2.40平方千米。根據2020年美國人口普查的數據，當地共有人口9079人，而人口密度為每平方千米63.13人。